# طوطیان دم‌پهن
طوطیان دم‌پهن (نام علمی: Platycercinae) نام یک زیرخانواده از تیره طوطیان سبز است.